# Ванадат неодима
Ванадат неодима — неорганическое соединение, соль неодима и ванадиевой кислоты  с формулой NdVO4, кристаллы, образует кристаллогидраты.

## Получение
- Обменная реакция растворимых солей неодима и ванадата натрия:

{\displaystyle {\mathsf {NdCl_{3}+Na_{3}VO_{4}\ {\xrightarrow {}}\ NdVO_{4}\downarrow +3NaCl}}}

## Физические свойства
Ванадат неодима образует кристаллы тетрагональной сингонии,
пространственная группа I 41/amd, параметры ячейки a = 0,73290 нм, c = 0,64356 нм, Z = 4 . 
Не растворяется в воде.
Образует кристаллогидраты.

## Применение
- Кристаллофосфоры.
- Лазерные материалы.